# Adam Elsheimer

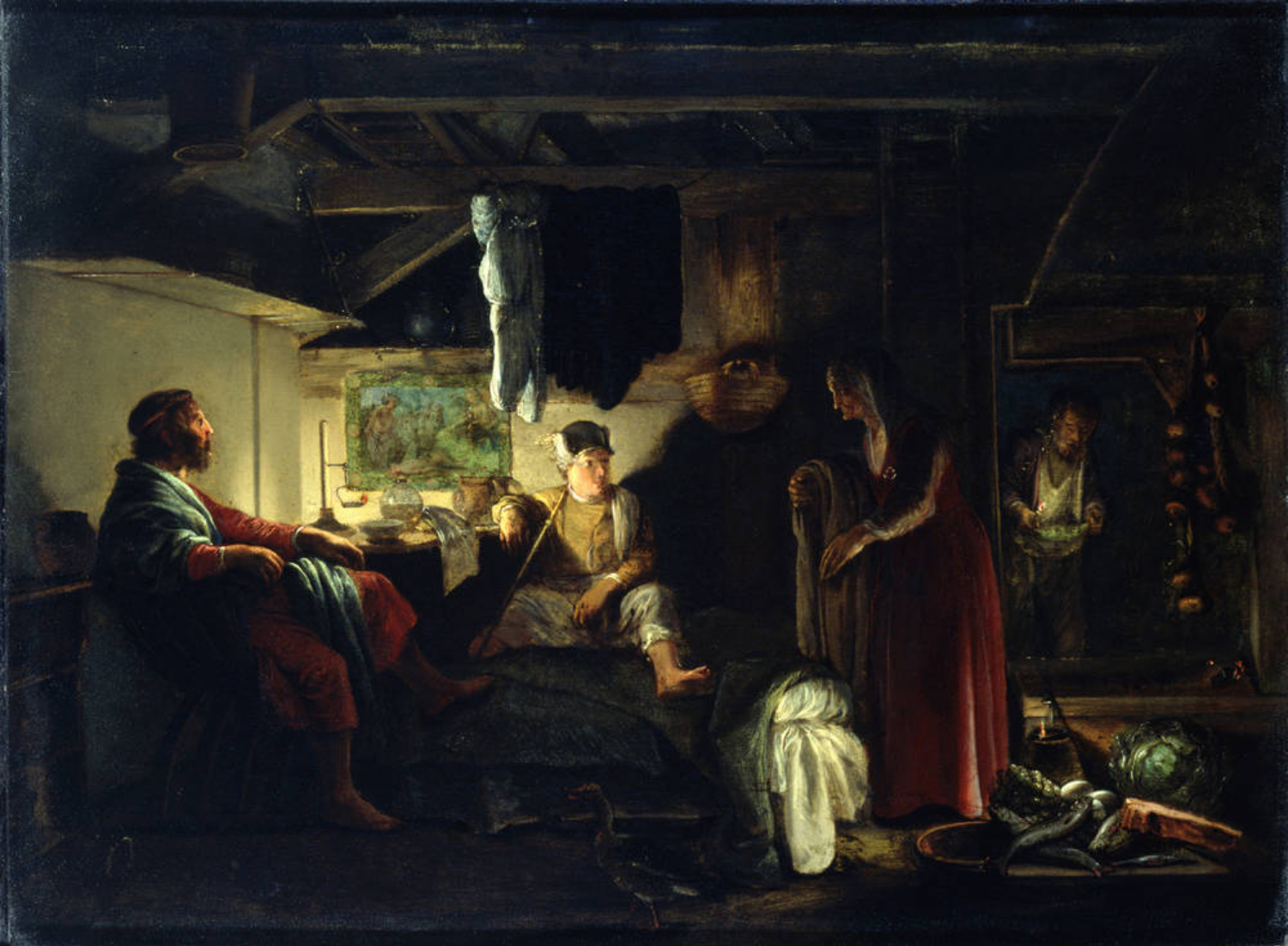
Jupiter és Merkur Philemon és Baucisnál (1609-10 körül)

Adam Elsheimer (Frankfurt am Main, 1578. március 18. – Róma, 1610. december 11.) német festő, a korai barokk festészet sajátos képviselője.

## Életpályája
Szülővárosában Philipp Uffenbach tanítványa volt, egy ideig önállóan dolgozott, majd Itáliába ment. Velencében Johann Rottenhammer műtermébe lépett be, 1600-ban Rómába költözött és ott V. Pál pápa hathatós támogatásában részesült egész haláláig. Elsheimer kivétel nélkül bibliai vagy mitológiai tárgyú apró képeket festett. Mindezen ábrázolásokban, - és ebben áll tulajdonképpeni jelentősége - az alakok és az őket környező táj szoros, benső kapcsolatban vannak egymással. Később a kevesebb, nagy alakos, szélesebb távlatú ábrázolásokat részesítette előnyben.
Művészete sok tanítványt vonzott római műtermébe; közvetlenül vagy közvetve nagy hatással volt a holland festészet továbbfejlődésére, még magára Rembrandtra is. Késő manierista, kora barokk stílusban festett. Hatásos egyszerűséggel ábrázolt figurális és tájrajzai Rembrandt rajzstílusának közvetett előzményei.

## Műveiből
- A boszorkány (Die Hexe), 1596/98 körül, (olaj rézen), 13,5 x 9,8 cm, Queen Elizabeth,
- Szent Erzsébet gondoskodik a betegekről (=Die Hl. Elisabeth betreut die Kranken), 1597 körül, (Olaj, réz), 27,6 x 20 cm, The Wellcome Institut for the History of Medicine, London
- Főoltár hat jelenete Szűz Mária életéből (=Hausaltar mit sechs Szenen aus dem Leben der Jungfrau Maria, 1598 körül, (Olaj, réz), 26 x 21, 12 x 10 (l+r), 10 x 21 (unten) cm, Staatliche Museen, Gemäldegalerie, Berlin
- Szent Pál megtérése (=Die Bekehrung des Paulus), 1598 körül, (olaj rézen), 19,7 x 25,1 cm, Städel, Frankfurt am Main
- Jákób álma (=Der Traum Jakobs, 1598 körül, (olaj rézen), 19,5 x 26,1 cm, Städel, Frankfurt am Main
- Tóbiás és az angyal (=Tobias und der Engel), más néven A kis Tóbiás (der 'kleine' Tobias), festmény (réz), 12,4 x 19 cm, Historisches Museum,  Frankfurt am Main,
- A szent család a kis Keresztelő Szent Jánossal, festmény (réz), 37,5 x 24 cm, (Gemäldegalerie (Berlin))
- Reggeli táj (=Morgenlandschaft/Aurora/, festmény (réz), 17 x 22 cm, Herzog Anton Ulrich-Museum, Braunschweig
- Jupiter és Merkur Philemon és Baucisnál, festmény (réz), 16,5 x 22,5 cm, Gemäldegalerie Alte Meister, Drezda
- Keresztoltár (=Kreuzaltar), 7 tábla, (ezüstözött réz), Städel, Frankfurt am Main
- Árvíz (=Die Sintflut), festmény (réz), 26 x 35 cm, Städel, Frankfurt am Main
- Menekülés Egyiptomba (=Flucht nach Ägypten), 1609, Rómában, festmény (olaj, réz), 31 x 42 cm, Alte Pinakothek, München

A legkitűnőbb művei a drezdai képtárban (József és testvérei), a párizsi Louvreban (A könyörületes szamaritánus, Menekülés Egyiptomba), a firenzei Uffizi-gyűjteményben (Elsheimer önarcképe, Aglaia leányai, A tilinkós pásztor), a bécsi múzeumban (Pihenés a menekülés közben) vannak. Néhány rézkarcot is készített.

## Galéria

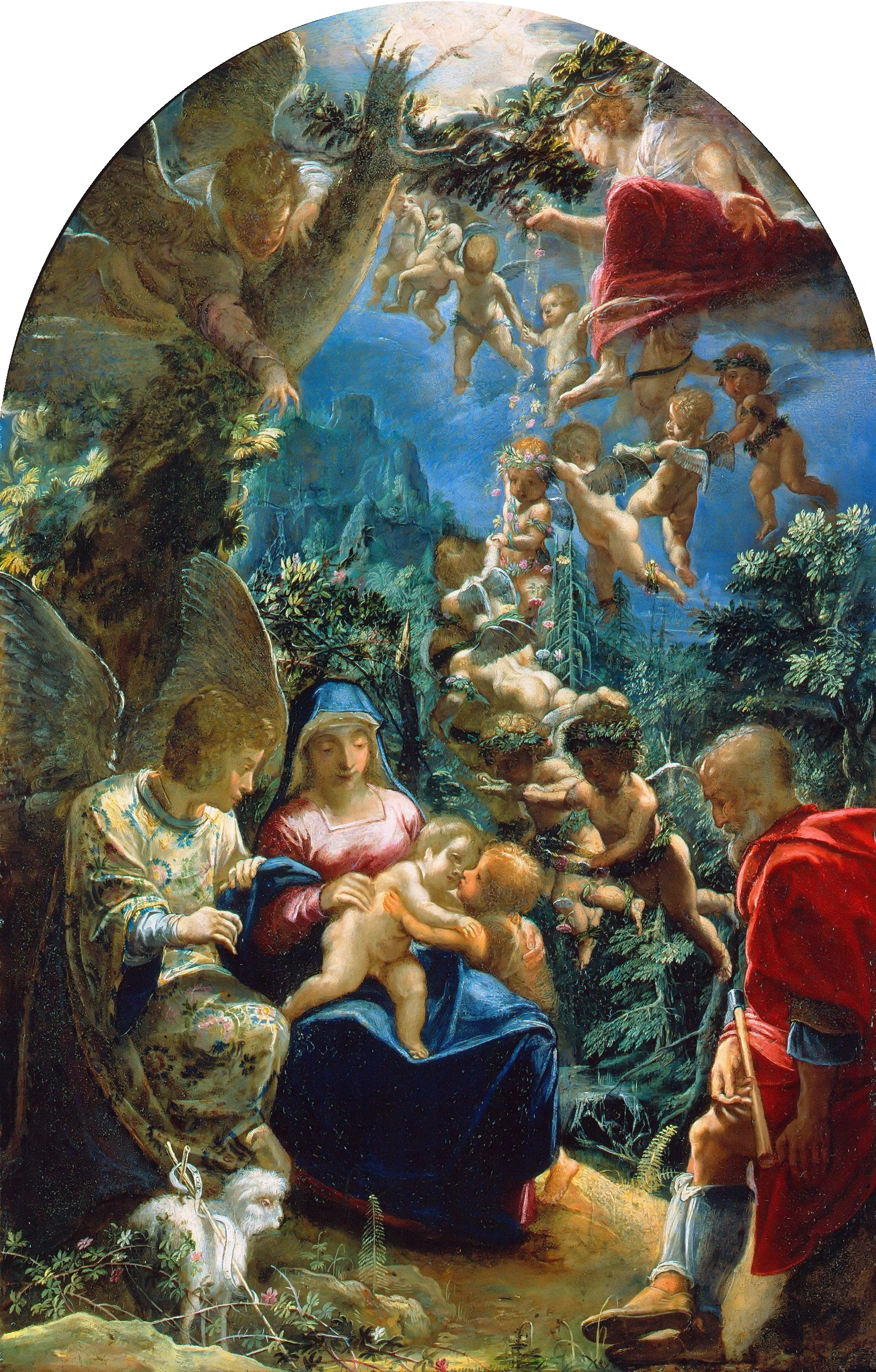
A szent család a gyermek Keresztelő Szent Jánossal (1600 előtt)
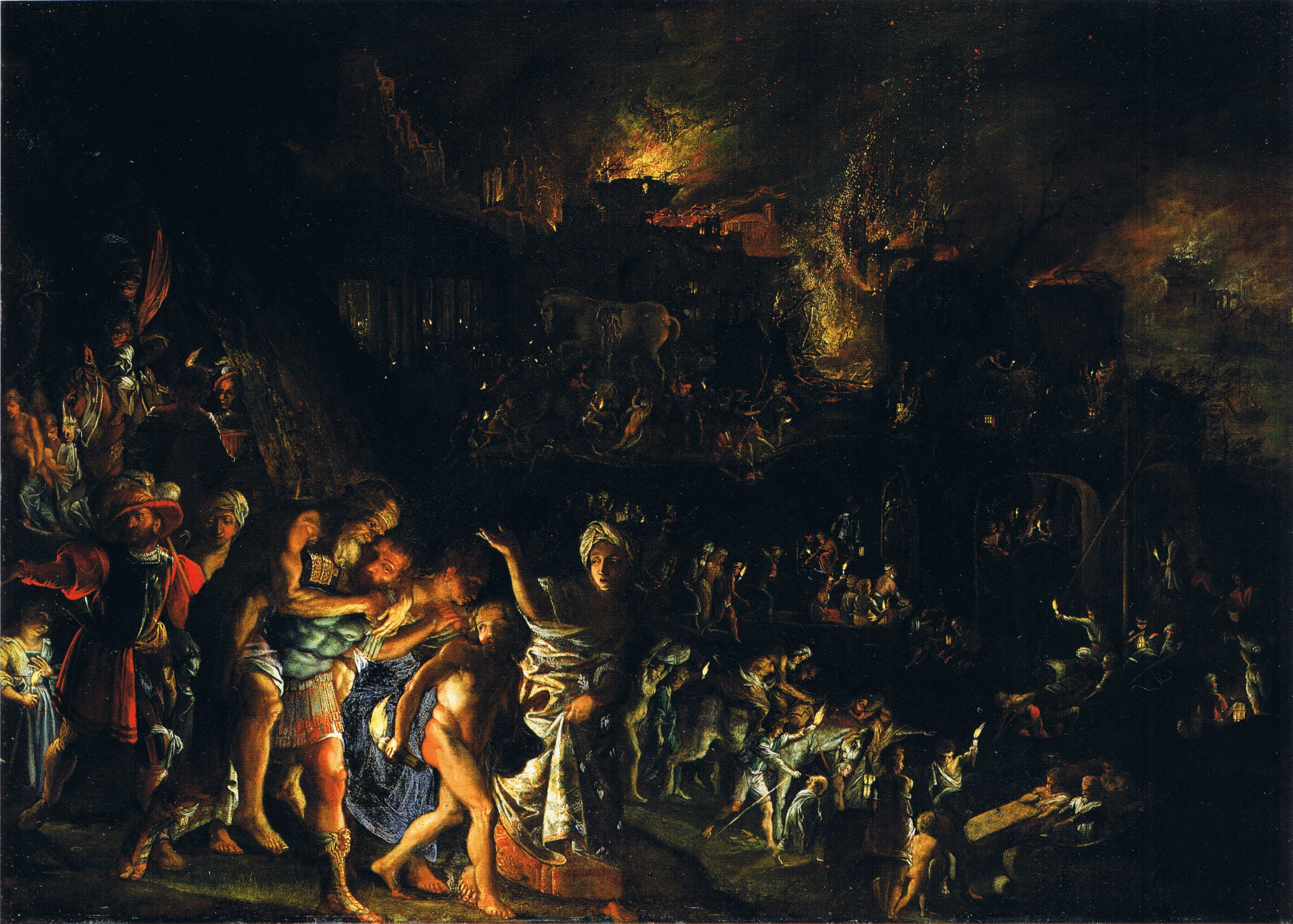
Trója égése (1600 körül)
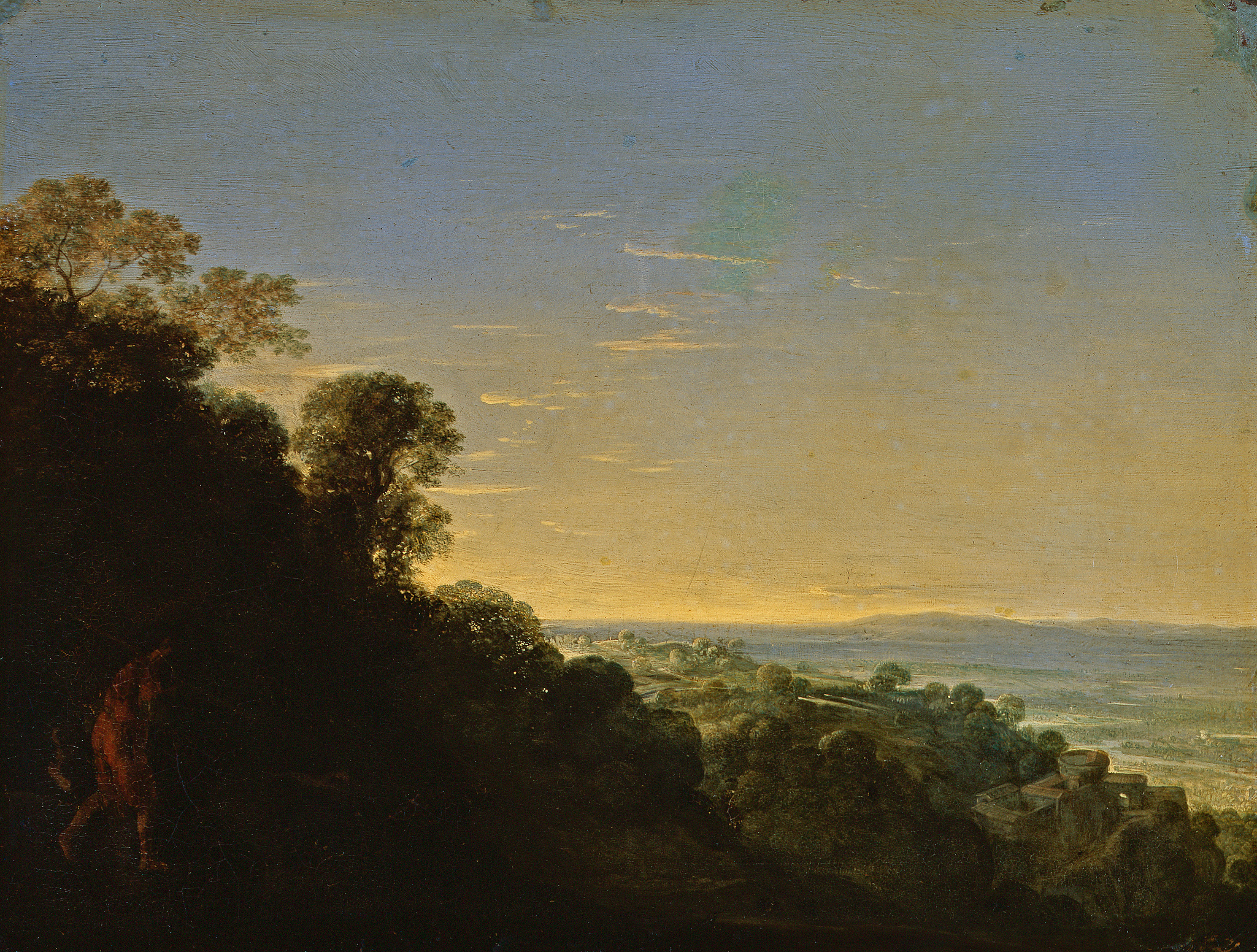
Hajnal (1606-07)
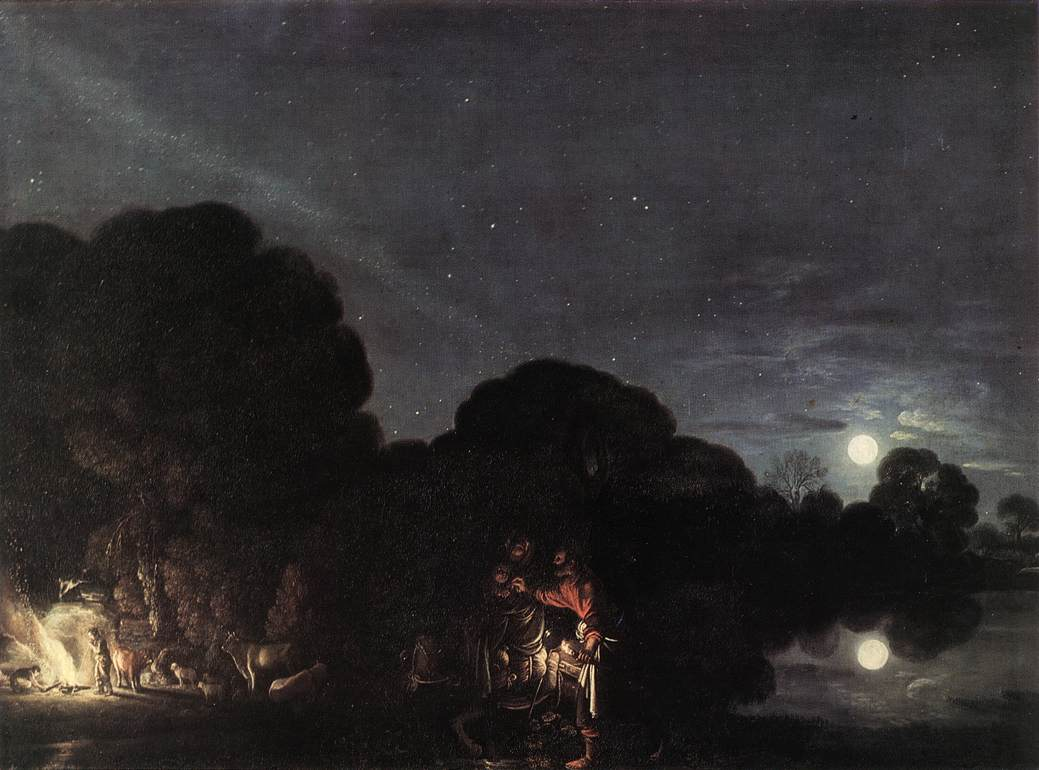
Menekülés Egyiptomba (1609)
Tóbiás és az angyal